# Porta'm a la lluna (pel·lícula de 2012)
Porta'm a la lluna (títol original en francès: Un plan parfait) és una comèdia romàntica francesa del 2012 dirigida per Pascal Chaumeil i protagonitzada per Diane Kruger i Dany Boon. La pel·lícula està escrita per Laurent Zeitoun i Yoann Gromb, basant-se en una història de Philippe Mechelen, i tracta sobre els intents d'una dona d'èxit de trencar la maledicció familiar que converteix en divorci tots els primers matrimonis. La pel·lícula va ser doblada al català.

## Argument
Isabelle (Diane Kruger) vol casar-se amb Pierre (Robert Plagnol), l'home que ha estimat i amb qui ha conviscut durant deu anys. Abans, però, ha de trencar la maledicció familiar que fa que totes les dones de la família acabin divorciades dels seus primers marits. Per evitar-ho, Isabelle idea un pla perfecte: es casarà amb un estrany i se'n divorciarà ràpidament per esquivar la maledicció i ser feliç per sempre amb el seu segon marit, en Pierre. Així, vola a Copenhaguen i troba l'objectiu perfecte pel seu pla, en Jean Yves (Dany Boon), un editor de la Guia Routard que es passa el dia viatjant. Tanmateix, els seus plans no van com ella espera i, quan ell creu que ella s'ha enamorat, la situació es complica. Amb un casament improvisat a Kenya i perseguint el seu nou marit per diferents països, Isabelle haurà de convèncer en Jean Yves de què signi els papers del divorci.

## Repartiment
| Intèrpret           | Personatge |
| ------------------- | ---------- |
| Diane Kruger        | Isabelle   |
| Dany Boon           | Jean-Yves  |
| Alice Pol           | Corinne    |
| Robert Plagnol      | Pierre     |
| Jonathan Cohen      | Patrick    |
| Bernadette Le Saché | Solange    |

## Producció
El rodatge va tenir lloc durant tres setmanes a França, cinc setmanes a Bèlgica molt a prop de la Place de Brouckère (sobretot els deu últims minuts que es van filmar a l'església de Braine-le-Comte), set dies a Moscou a Rússia i dues setmanes al poble dels Massais a Kenya.